# Грашевина
Грашевина (итал. Riesling Italico) је сорта белог грожђа која потиче из средње Европе. Позната је и под именом италијански ризлинг, да би се разликовала од рајнског ризлинга, са којим није у вези. Укус вина које се прави од овог грожђа је сув и освежавајућ и киселкаст.
Гаји се у свим виноградарских регионима попут Аустрије, Чешке, Мађарске, Италије, затим Словеније и Србије. Нарочито је популарна у Хрватској, где је једна од најзаступљенијих вртса. Ово грожђе најбоље успева у медитеранским областима.